# Omar Morales (peleador)
Omar Antonio Morales Ferrer (Caracas, Venezuela; 17 de octubre de 1985) es un artista marcial mixto venezolano que compite en las divisiones de peso pluma y peso ligero de Ultimate Fighting Championship (UFC).

## Carrera de artes marciales mixtas

### Carrera temprana
Comenzando su carrera en 2011, Morales compiló un récord de 7-0, luchando principalmente para varias promociones regionales venezolanas y recogiendo una victoria por nocaut en Bellator 204. Morales se trasladó a los Estados Unidos con el fin de perseguir su carrera en las artes marciales mixtas en 2015.

### Dana White's Contender Series
Fue eventualmente invitado al Dana White's Contender Series 23, donde se enfrentó al entonces Campeón de Peso Ligero de Legacy Fighting Alliance, Harvey Park, por un contrato con la UFC. Terminó el combate con el uso de patadas en las piernas y finalmente ganó por TKO, ganándose una oportunidad en la UFC.

### Ultimate Fighting Championship
Morales hizo su debut en la promoción enfrentándose a Dong Hyun Ma el 21 de diciembre de 2019 en UFC Fight Night: Edgar vs. The Korean Zombie. Ganó el combate por decisión unánime.
Se enfrentó a Gabriel Benítez el 13 de mayo de 2020 en UFC Fight Night: Smith vs. Teixeira. Ganó el combate por decisión unánime.
Se enfrentó a Giga Chikadze el 11 de octubre de 2020 en UFC Fight Night: Moraes vs. Sandhagen. Perdió el combate por decisión unánime.
Se enfrentó a Shane Young el 27 de marzo de 2021 en UFC 260. Ganó el combate por decisión unánime.
Se enfrentó a Jonathan Pearce el 25 de septiembre de 2021 en UFC 266. Perdió el combate por sumisión en el segundo asalto.
Se enfrentó a Uroš Medić el 21 de mayo de 2022 en UFC Fight Night: Holm vs. Vieira. Perdió el combate por TKO en el segundo asalto.

## Récord en artes marciales mixtas
| Récord profesional | Récord profesional | Récord profesional |
| 15 peleas          | 11 victorias       | 4 derrotas         |
| ------------------ | ------------------ | ------------------ |
| Nocaut             | 2                  | 1                  |
| Sumisión           | 5                  | 1                  |
| Decisión           | 4                  | 2                  |

| Resultado | Récord | Oponente                | Método                                     | Evento                                       | Fecha                    | Ronda | Tiempo | Localización                | Notas                   |
| --------- | ------ | ----------------------- | ------------------------------------------ | -------------------------------------------- | ------------------------ | ----- | ------ | --------------------------- | ----------------------- |
| Derrota   | 11-3   | Uroš Medić              | TKO (puñetazos)                            | UFC Fight Night: Holm vs. Vieira             | 21 de mayo de 2022       | 2     | 3:05   | Las Vegas, Nevada           | Regreso al peso ligero. |
| Derrota   | 11-2   | Jonathan Pearce         | Sumisión (estrangulamiento por detrás)     | UFC 266                                      | 25 de septiembre de 2021 | 2     | 3:31   | Las Vegas, Nevada           |                         |
| Victoria  | 11-1   | Shane Young             | Decisión (unánime)                         | UFC 260                                      | 27 de marzo de 2021      | 3     | 5:00   | Las Vegas, Nevada           |                         |
| Derrota   | 10-1   | Giga Chikadze           | Decisión (unánime)                         | UFC Fight Night: Moraes vs. Sandhagen        | 11 de octubre de 2020    | 3     | 5:00   | Abu Dabi                    | Debut en el peso pluma. |
| Victoria  | 10-0   | Gabriel Benítez         | Decisión (unánime)                         | UFC Fight Night: Smith vs. Teixeira          | 13 de mayo de 2020       | 3     | 5:00   | Jacksonville, Florida       |                         |
| Victoria  | 9-0    | Dong Hyun Ma            | Decisión (unánime)                         | UFC Fight Night: Edgar vs. The Korean Zombie | 21 de diciembre de 2019  | 3     | 5:00   | Busan                       |                         |
| Victoria  | 8-0    | Harvey Park             | TKO (patadas al cuerpo y puñetazos)        | Dana White's Contender Series 23             | 6 de agosto de 2019      | 2     | 1:06   | Las Vegas, Nevada           |                         |
| Victoria  | 7-0    | Troy Nawrocki           | KO (puñetazos)                             | Bellator 204                                 | 17 de agosto de 2018     | 1     | 0:58   | Sioux Falls, Dakota del Sur |                         |
| Victoria  | 6-0    | Jhan Zúñiga             | Sumisión (estrangulamiento por detrás)     | Latin American Championship                  | 20 de febrero de 2016    | 1     | 3:14   | Valencia                    |                         |
| Victoria  | 5-0    | Danilo Padilha da Silva | Decisión (unánime)                         | Fight Time 25                                | 29 de mayo de 2015       | 3     | 5:00   | Miami, Florida              |                         |
| Victoria  | 4-0    | Stefan Werleman         | Sumisión (estrangulamiento por detrás)     | Eye 4N Eye Fighting Championships            | 26 de septiembre de 2014 | 1     | 0:49   | Oranjestad                  |                         |
| Victoria  | 3-0    | Wilmer González         | Sumisión (estrangulamiento por guillotina) | Supremacia MMA 2                             | 27 de octubre de 2012    | 1     | 1:54   | Caracas                     |                         |
| Victoria  | 2-0    | Jesús Rodríguez         | Sumisión (barra de brazo)                  | Pugilatus MMA                                | 18 de agosto de 2012     | 1     | 3:34   | Los Teques                  |                         |
| Victoria  | 1-0    | Ángel Brito             | Sumisión                                   | GOV 2                                        | 26 de noviembre de 2011  | 1     | N/A    | Maturín                     |                         |